# أشافنبورغ
أشافنبورغ (بالألمانية: Aschaffenburg)‏ هي مدينة تقع في شمال غرب بافاريا، ألمانيا. حيث أن مدينة أشافنبورغ لا تعتبر جزءاً من مقاطعة أشافنبورغ، ولكنها تعتبر المقر الإداري لها.

## جغرافيا

### الموقع الجغرافي
تقع مدينة أشافنبورغ على جانبي نهر الماين في الجزء الجنوبي الغربي من ألمانيا، على بعد 41 كيلومترا (25 ميل) جنوب شرق مدينة فرانكفورت. والنهر الآخر هو أشاف الصغير الذي يصب في الجزء الغربي من المدينة في نهر الماين. وتعرف المنطقة بمسمى ولاية بافاريا السفلى الرئيسية.

### المناخ
مناخها قاري، وعادة ما يكون ذو صيف دافئ وجاف، وشتاء بارد ورطب. وتشهد مدينة أشافنبورغ تساقط أقل للثلوج من نظيراتها من المدن القريبة خلال فصل الشتاء.

## السكان
| السنة | السكان |
| ----- | ------ |
| 1900  | 18,093 |
| 1910  | 29,892 |
| 1925  | 34,056 |
| 1939  | 45,379 |
| 1945  | 30,861 |
| 1946  | 36,383 |
| 1950  | 45,499 |

| السنة | السكان |
| ----- | ------ |
| 1961  | 54,131 |
| 1970  | 55,193 |
| 1980  | 59,257 |
| 1987  | 60,964 |
| 1990  | 64,098 |
| 1995  | 66,360 |
| 2000  | 67,592 |

| السنة | السكان |
| ----- | ------ |
| 2003  | 68,607 |
| 2007  | 68,646 |
| 2010  | 68,648 |